# Concerto pour timbales
Un concerto pour timbales est un morceau de musique écrit pour des timbales solistes accompagnées par un orchestre.
Les premiers concertos pour timbales ont été composés au cours des périodes baroque et classique. On peut surtout citer la Symphonie pour huit timbales de Johann Fischer ainsi que le Concerto pour six timbales de Georg Druschetzky. On ne trouve ensuite aucun concerto pour timbales au cours de la période romantique.
C'est véritablement au XXe siècle que le genre trouve son autonomie et que le répertoire grandit de façon significative.
Parmi les œuvres importantes de l'époque moderne on trouve :
- le Concerto pour timbales et orchestre (1983) de William Kraft (en) (qui sera suivi en 2005 d'un deuxième concerto pour la même formation, The Grand Encounter)
- le Concerto pour timbales, op.54 (1987–88) de Kurt Schwertsik
- la Fantaisie concertante pour deux timbaliers et orchestre (en) (2000) de Philip Glass
- Raise the Roof (2003) de Michael Daugherty
- le Concerto pour timbales et orchestre (2003) de Ney Rosauro (de)
- For Shegué 10 (2021) Concerto pour timbales et orchestre de Luigi Morleo